# Torneio de xadrez AVRO 1938

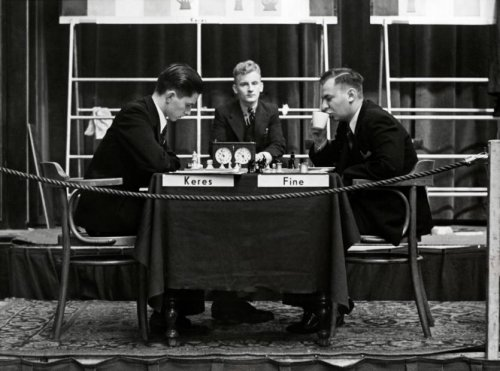
O enxadrista estoniano Paul Keres (à esquerda) jogando contra o americano Reuben Fine (à direita) durante a final do Torneio de xadrez AVRO em 27 de novembro de 1938.

O Torneio de xadrez AVRO de 1938 foi uma competição internacional de xadrez disputada nos Países Baixos com o patrocínio da Algemene Vereniging Radio Omroep entre 6 de novembro e 27 de novembro num circuito que incluiu dez cidades. O evento foi realizado no sistema todos-contra-todos e os oito mais fortes enxadristas do mundo participaram incluindo o então campeão mundial Alexander Alekhine, os ex-campeões José Raúl Capablanca e Max Euwe, o futuro campeão Mikhail Botvinnik e os desafiantes Paul Keres, Reuben Fine, Samuel Reshevsky e Salo Flohr.

## Tabela de resultados[2]
| No. | Nome                     | 1  | 2  | 3  | 4  | 5  | 6  | 7  | 8  | Total |
| --- | ------------------------ | -- | -- | -- | -- | -- | -- | -- | -- | ----- |
| 1   | URS Paul Keres           | XX | 1= | == | == | 1= | == | 1= | == | 8½    |
| 2   | USA Reuben Fine          | 0= | XX | 1= | 10 | 10 | 11 | == | 1= | 8½    |
| 3   | URS Mikhail Botvinnik    | == | 0= | XX | =0 | 1= | 1= | =1 | == | 7½    |
| 4   | NED Machgielis Euwe      | == | 01 | =1 | XX | 0= | 0= | 01 | 1= | 7     |
| 5   | USA Samuel Reshevsky     | 0= | 01 | 0= | 1= | XX | == | == | 1= | 7     |
| 6   | FRA Alexander Alekhine   | == | 00 | 0= | 1= | == | XX | =1 | =1 | 7     |
| 7   | CUB José Raúl Capablanca | 0= | == | =0 | 10 | == | =0 | XX | =1 | 6     |
| 8   | URS Salo Flohr           | == | 0= | == | 0= | 0= | =0 | =0 | XX | 4½    |